# Lubeanka, Bilokurakîne
Lubeanka (în ucraineană Луб'янка) este un sat în comuna Oleksiivka din raionul Bilokurakîne, regiunea Luhansk, Ucraina.

## Demografie
Componența lingvistică a localității Lubeanka
     Ucraineană (97,17%)
     Rusă (2,63%)
Conform recensământului din 2001, majoritatea populației localității Lubeanka era vorbitoare de ucraineană (97,17%), existând în minoritate și vorbitori de rusă (2,63%).